# John Fairbairn
Pour les articles homonymes, voir Fairbairn.
John Fairbairn, né le 28 décembre 1983 à London, est un skeletoneur canadien.

## Carrière
Il a commencé sa carrière en 2006 et participe à la Coupe du monde depuis 2010. En 2014, il monte sur son premier podium individuel à Saint-Moritz (troisième place), puis se qualifie pour ses premiers Jeux olympiques à Sotchi et s'y classe septième.

## Palmarès

### Jeux olympiques
- Sotchi 2014 : 7e.

### Championnats du monde de skeleton
- Individuel 
  - Meilleur résultat : 10e en 2012.
- Mixte 
  -  Médaille de bronze :  en 2012.

### Coupe du monde de skeleton
- Meilleur classement général : 7e en 2014.
- 1 podium individuel dont 1 troisième place.